# Jung Hye-young
Jung Hye-young (정혜영?, 鄭惠英?, Jeong Hye-yeongLR, Chŏng HyeyŏngMR; Seul, 14 dicembre 1973) è un'attrice sudcoreana.
Ha esordito in televisione nel 1993 dopo aver superato i casting indetti da Seoul Broadcasting System e da allora è apparsa in numerose fiction come Kkachine, Jazz, Bulsae, Eden-ui dongjjok e Jangnanseureon kiss, mentre il suo primo film cinematografico è stato Baksugeondal nel 2013. Per le sue interpretazioni si è aggiudicata, tra gli altri, un Premio all'eccellenza e un riconoscimento come Miglior attrice di supporto in un progetto speciale del finesettimana agli MBC Drama Award.
Nel 2004 ha sposato Sean Noh, membro del duo hip hop Jinusean. La coppia ha avuto quattro figli, due femmine (Ha-eum nel 2006 e Ha-el nel 2011) e due maschi (Ha-rang nel 2007 e Ha-yul nel 2009).

## Filmografia

### Cinema
- Baksugeondal (박수건달?), regia di Jo Jin-gyu (2013)
- Cheongseol (청설?), regia di Jo Seon-ho (2024)

### Televisione
- Gongnyongseonsaeng (공룡선생?) – serie TV (1993)
- Yeoja-ui geo-ul (여자의 거울?) – serie TV (1993)
- Moksorireul natchwo-yo (목소리를 낮춰요?) – serie TV (1994)
- Dokkaebiga ganda (도깨비가 간다?) – serie TV (1994)
- Kkachine (까치네?) – serial TV (1994)
- Urideur-ui neongkul (우리들의 넝쿨?) – serie TV (1995)
- Jazz (째즈?) – serie TV (1995)
- Haengbog-ui sijak (행복의 시작?) – serie TV (1996)
- Wanbyeokhan namjareul mannaneun bangbeop (완벽한 남자를 만나는 방법?) – serie TV (1997)
- Yeong-ungsinhwa (영웅신화?) – serie TV (1997)
- Namja set yeoja set (남자 셋 여자 셋?) – serie TV (1997)
- Assi (아씨?) – serie TV (1997-1998)
- Sarang-eul wiha-yeo (사랑을 위하여?) – serie TV (1998-1999)
- Se chin-gu (세 친구?) – serie TV (2000)
- Nae ma-eum-ui boseoksangja (내 마음의 보석상자?) – serie TV (2001)
- Yeon-indeul (연인들?) – serie TV (2001-2002)
- Dangsin yeop-e joh-a (당신 옆이 좋아?) – serie TV (2002-2003)
- Baekjo-ui hosu (백조의 호수?) – serie TV (2003)
- Bulsae (불새?) – serie TV (2004)
- Byeonhosadeul (변호사들?) – serie TV (2005)
- 90il, saranghal sigan (90일, 사랑할 시간?) – serie TV (2006-2007)
- Eden-ui dongjjok (에덴의 동쪽?) – serie TV (2008-2009)
- Spotlight (스포트라이트?) – serie TV (2008)
- Dor-a-on Iljimae (돌아온 일지매?) – serie TV (2009)
- Jangnanseureon kiss (장난스런 키스?) – serie TV (2010)
- Guga-ui seo (가의 서?) – serie TV (2013)
- Ibyeor-i tteonatda (이별이 떠났다?) – serie TV (2018)
- Wang-i doen namja (왕이 된 남자?) – serie TV (2019)
- Snowdrop (설강화?) – serie TV (2021-2022)
- Behind Every Star (연예인 매니저로 살아남기?) – serie TV (2022)
- Jaebeoljip mangnae-adeul (재벌집 막내아들?) – serie TV (2022)
- Per amore e per destino (이 연애는 불가항력?) – serie TV (2023)